# アルコルコン
アルコルコン（Alcorcón）は、スペイン・マドリード州のムニシピオ（基礎自治体）。マドリードの南西13kmにある。マドリード大都市圏に属する。主としてスペイン国内他地域から移り住んだ転入者が暮らす。

## 概要
現在のアルコルコンは、カルペタニア（es:Carpetania、グアダラマ川とトレド山脈に挟まれた地域の総称）という地域にあり、ここで暮らしていたケルティベリア人はローマの侵攻に100年あまり抵抗した。現在のマドリード州におけるローマ化は、わずかに南部を占めるにとどまっていた。アルコルコンの地の発祥について完全には明かでない。地名については、職人（alfareros）が定住地をつくったという説、イスラム教徒が『丘』や『監視塔』を意味するアル＝カディル（Al-Qadir）と名付けたという説、また別の説ではコルク林（alcornocal）から名付けられたとするものがある。しかし、11世紀または12世紀以前に、アルコルコンという名の小村の存在は明らかになっていない。
1208年7月28日、アルコルコンの名が、牧羊用の道がアルコルコンにあったという内容で中世の公文書に記録された。1496年、アルコルコンの裁判権がマドリードに属することになった。
19世紀、町の特質は本質的に変わらないままだった。政治家パスクアル・マドスは、19世紀初頭のアルコルコンの人口は『およそ300人』と述べている。
20世紀初頭、カスティーリャ貴族バルデラス侯がアルコルコンに2軒の邸宅を建てた。スペイン内戦の間、フランコ総統が、この邸宅をカサ・デ・カンポ（es:Casa de Campo、カントリーハウス）とした（現在この建物は2軒とも再建された）。
1998年より、フアン・カルロス大学（es:Universidad Rey Juan Carlos）健康科学学部のアルコルコン・キャンパスが置かれている。

## 人口
1950年のアルコルコンは小さな町にすぎなかったが、その後急速にベッドタウン化が進んで市となった。現在のように教育、医療、交通が整備されるまでは、多くの人々がマドリードの公共サービスに依存していた。
| アルコルコンの人口推移 1842－2006                       |
|                                                         |
| 出典:INE（スペイン国立統計局）1900年 - 1991年、1996年 - |

## 交通
- アドルフォ・スアレス・マドリード＝バラハス空港
- エストレマドゥーラ高速道
- セルカニアス マドリード - 系統C-5
- マドリード地下鉄 - メトロ・リヘーロ・デ・マドリード

## スポーツ
- ADアルコルコン - リーガ・エスパニョーラに所属するプロサッカークラブ。2009年のスペイン国王杯でレアル・マドリードを下した。

## 姉妹都市
- マヤリ、キューバ
- ネハパ、エルサルバドル
- アンコン地区、リマ県、ペルー